# فين كريستنسن
فين كريستنسن (بالدنماركية: Finn Christensen)‏ (25 مارس 1962 بالدنمارك - ) هو لاعب كرة قدم دانمركي في مركز الوسط. لعب مع نادي فايله ونادي إيكست ‏.

## وصلات خارجية
- فين كريستنسن على موقع قاعدة بيانات كرة القدم.إي يو (الإنجليزية)